# Alicia de Battenberg
Alicia de Battenberg (Victoria Alice Elizabeth Julia Marie; Windsor, 25 de febrero de 1885-Londres, 5 de diciembre de 1969), después de su matrimonio, Alicia de Grecia y Dinamarca, fue una princesa alemana por nacimiento, así como de los reinos de Grecia y Dinamarca tras su matrimonio con el príncipe Andrés de Grecia y Dinamarca en 1903. 
Fue la madre del príncipe Felipe de Edimburgo, por tanto, suegra de la reina Isabel II y abuela del actual rey Carlos III. Padeció sordera congénita. Su infancia se desarrolló entre Alemania, Inglaterra y el Mediterráneo, siguiendo los destinos de su padre, oficial naval. Después de casarse, vivió en Grecia hasta 1917, cuando la mayor parte de la familia real griega marchó al exilio. Al retornar pocos años después, su marido fue culpado en parte por la derrota de Grecia en la Guerra greco-turca y la familia se vio forzada de nuevo a exiliarse hasta la restauración de la monarquía griega en 1935.
Se le diagnosticó esquizofrenia en 1930, por lo que fue internada en un sanatorio y a su regreso vivió separada de su marido. Después de su recuperación, dedicó con devoción la mayor parte del resto de su vida al trabajo de caridad en Grecia. Permaneció en Atenas durante la Segunda Guerra Mundial, auxiliando a los refugiados judíos, por lo cual fue reconocida como Justa entre las Naciones en Yad Vashem. Tras la guerra, continuó viviendo en Grecia y fundó una orden de enfermeras religiosas ortodoxas, conocida como “Hermandad Cristiana de Marta y María”. Después de la caída del rey Constantino II de Grecia y la imposición del régimen militar en 1967, fue invitada por su hijo y su nuera a vivir en el Palacio de Buckingham, en Londres, donde murió dos años después.

## Biografía

### Primeros años

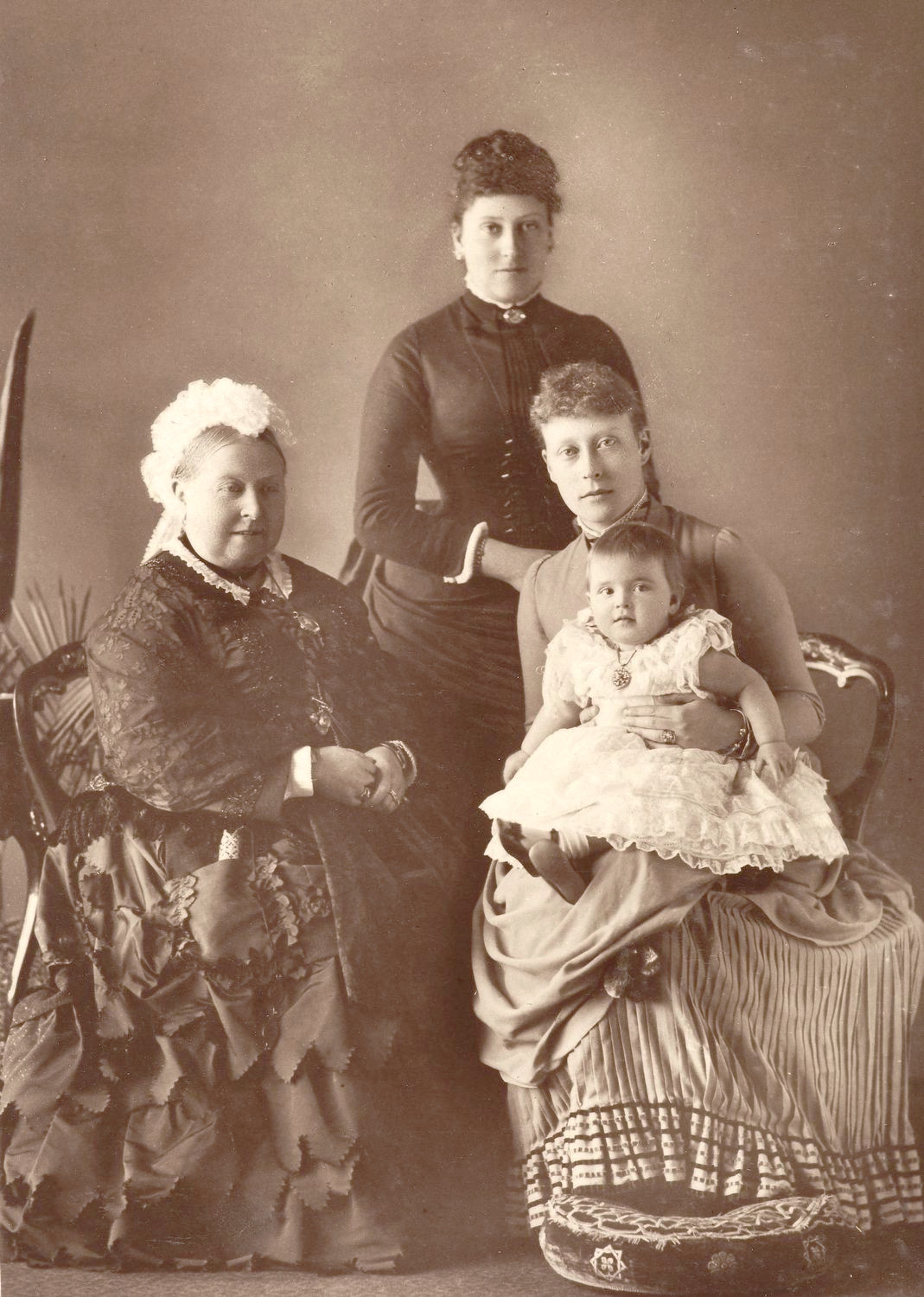
Alicia fotografiada junto a su madre Victoria de Hesse (der.), su bisabuela, la reina Victoria (izq.) y su tía-abuela, Beatriz de Battemberg (de pie), en 1886.

Nació en el Tapestry Room del Castillo de Windsor, en Berkshire, en presencia de su bisabuela la reina Victoria. Fue la hija mayor del príncipe Luis de Battenberg y su esposa, la princesa Victoria de Hesse. Su madre fue la hija mayor de la princesa Alicia, gran duquesa de Hesse, segunda hija de la reina Victoria y el príncipe Alberto de Sajonia-Coburgo-Gotha. Su padre fue el hijo mayor del matrimonio morganático del príncipe Alejandro de Hesse y la condesa Julia von Hauke. Sus hermanos menores Luisa, Jorge y Luis, serían más tarde respectivamente reina de Suecia, segundo marqués de Milford Haven y conde Mountbatten de Birmania. Fue bautizada en Darmstadt el 25 de abril de 1885. Tuvo seis padrinos: sus tres abuelos sobrevivientes, el gran duque de Hesse, Alejandro de Hesse y Julia von Hauke; sus tías, Isabel Fiódorovna, gran duquesa de Rusia y la princesa María de Erbach-Schonenberg; y su bisabuela la reina Victoria del Reino Unido.
Alicia pasó su niñez entre Darmstadt, Londres, Jugenheim y Malta, donde ocasionalmente fue enviado su padre como oficial de la Marina Real. Su madre notó su lentitud para aprender a hablar y se preocupaba porque su pronunciación no era muy clara. Finalmente le fue diagnosticada sordera congénita, cuando su abuela identificó el problema y la llevó a ver a un especialista en oídos. Con el estímulo de su madre, Alicia aprendió a leer los labios y a hablar en inglés y alemán. Recibió educación privada y como parte de sus estudios le enseñaron francés. Posteriormente, previo a su compromiso, aprendió griego.
Sus primeros años los pasó en compañía de sus familiares de la realeza y fue dama de honor en la boda de Jorge de York —quien más tarde sería Jorge V— y María de Teck en 1893. Unas semanas después de su decimosexto cumpleaños, acudió a los funerales de la reina Victoria en la Capilla de San Jorge, en el Castillo de Windsor y poco después fue confirmada en la fe anglicana.

### El matrimonio

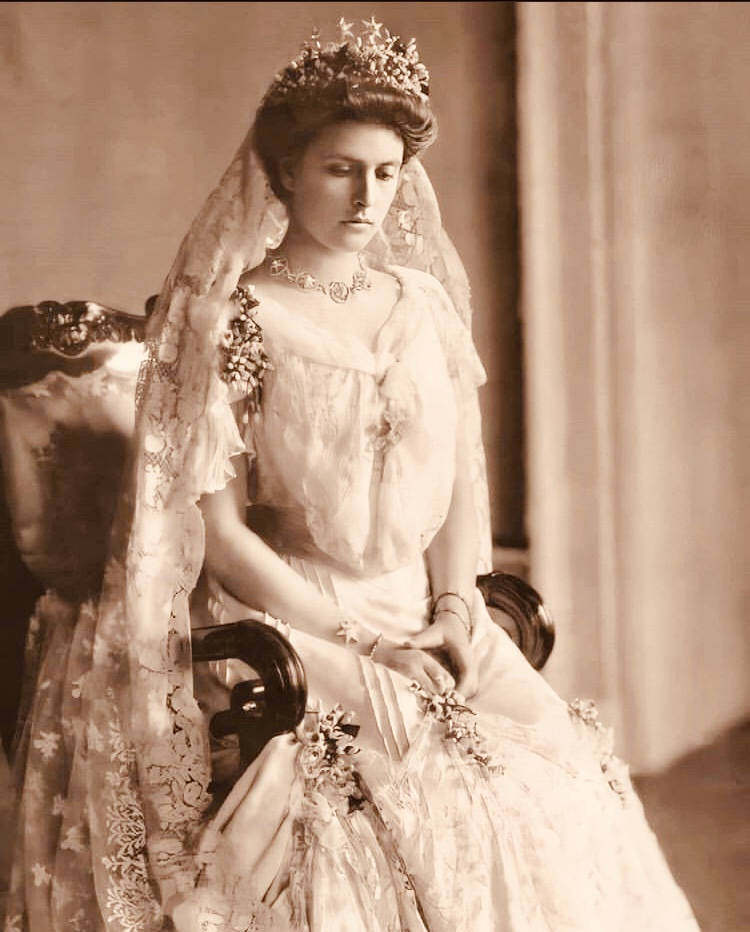
La princesa Alicia el día de su boda, 7 de octubre de 1903.

Alicia conoció al príncipe Andrés de Grecia y Dinamarca durante la coronación del rey Eduardo VII en 1902 y se enamoró de él. Andrés —llamado Andrea en el ámbito familiar— era el cuarto hijo del rey Jorge I de Grecia y su esposa Olga. Se casaron en una ceremonia civil el 6 de octubre de 1903, en Altes Palais en Luisenplatz en Darmstadt. Al día siguiente tuvieron dos ceremonias religiosas, una luterana en la Evangelical Castle Church y una ortodoxa griega en la Capilla Rusa, en Mathildenhohe. Para la ceremonia ortodoxa, se trajeron de Rusia valiosas coronas de Catalina II, que, como es costumbre en el rito ortodoxo, se colocaron sobre la pareja. A partir de entonces, Alicia fue conocida por los angloparlantes como «Princess Andrew» —princesa Andrés—. Los novios estaban estrechamente relacionados con las casas gobernantes de Gran Bretaña, Prusia/Alemania, Rusia, Dinamarca, Grecia, Hesse y Schleswig-Holstein; su boda fue una de las grandes reuniones que los descendientes de la reina Victoria del Reino Unido y el rey Cristián IX de Dinamarca sostuvieron antes de la Primera Guerra Mundial.
La pareja tuvo cinco hijos: Margarita, casada con Godofredo de Hohenlohe-Langenburg; Teodora, casada con el príncipe Bertoldo de Baden; Cecilia, casada con Jorge Donato de Hesse; Sofía, casada con el príncipe Cristóbal de Hesse y en segundas nupcias con el príncipe Jorge Guillermo de Hannover; y Felipe, casado con la reina Isabel II del Reino Unido. Todos los hijos de Alicia y Andrés tuvieron descendencia.
Después de su matrimonio, Andrés continuó con su carrera militar y Alicia se involucró en labores de caridad. En 1908, visitó Rusia para la boda de la gran duquesa María de Rusia y el príncipe Guillermo de Suecia. En esa ocasión conversó con su tía, la gran duquesa Isabel Fiódorovna Románova, que estaba formulando planes para fundar una orden religiosa de enfermeras. Alicia asistió a la colocación de la primera piedra de la nueva iglesia de su tía. Más tarde, ese mismo año, la gran duquesa comenzó a repartir sus posesiones personales preparándose para una vida más espiritual. A su regreso a Grecia, el príncipe y la princesa Andrés encontraron la situación política en peores condiciones: el gobierno de Atenas rehusó apoyar al parlamento de Creta, que se había pronunciado por la unión de Creta —todavía nominalmente parte del Imperio otomano— con el país griego. Un grupo de oficiales insatisfechos formaron una liga militar nacionalista griega, que finalmente condujo a la dimisión del príncipe Andrés del ejército y el ascenso al poder de Eleftherios Venizelos.

### Sucesivas crisis vitales

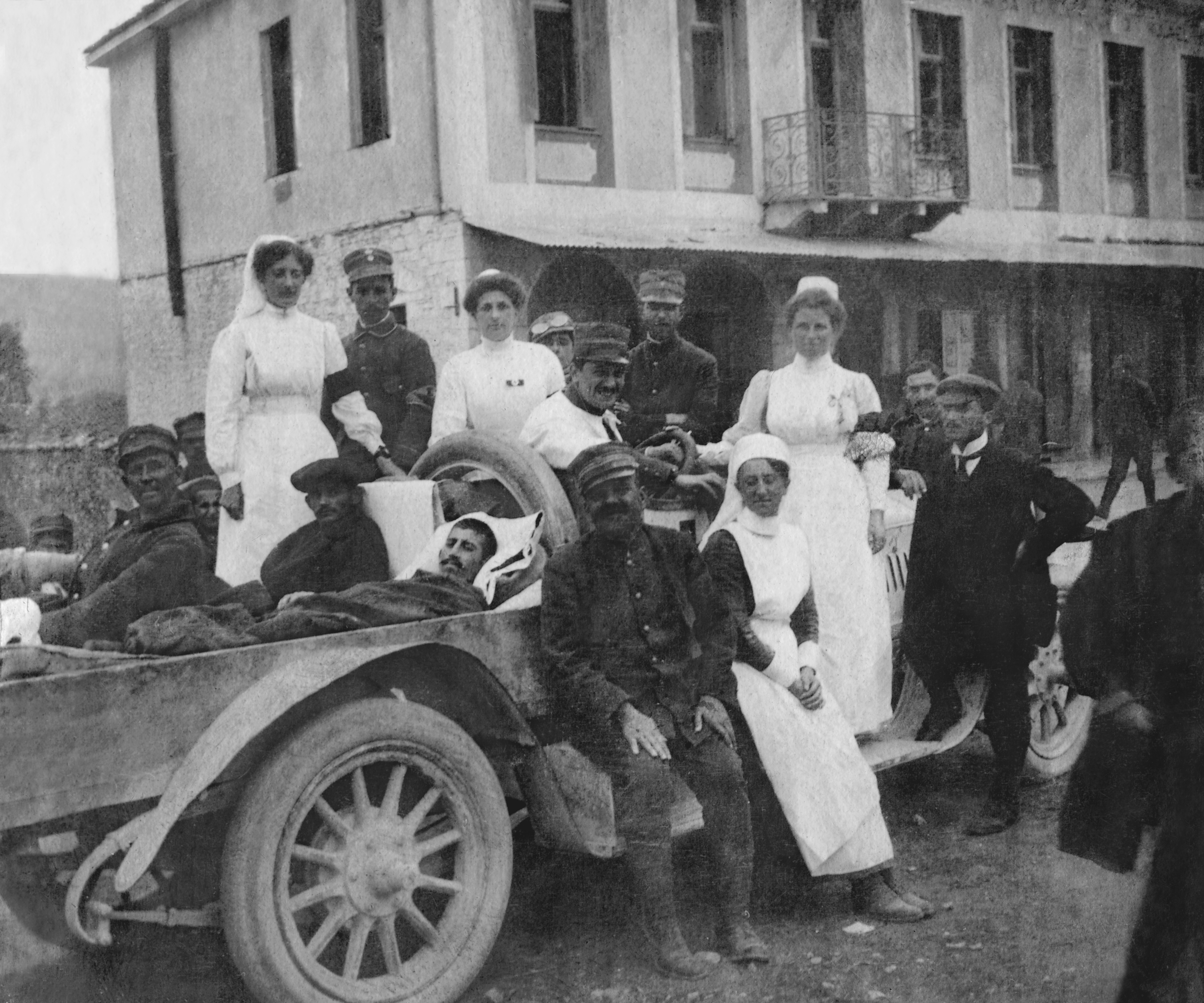
Fotografía del traslado de soldados heridos en el frente a los hospitales de Filippiada, Epiro, durante la I Guerra de los Balcanes. Alicia aparece con uniforme de enfermera (primera de pie desde la derecha).

Con el advenimiento de las Guerras de los Balcanes, Andrés fue reinstalado en el ejército y Alicia actuó como enfermera, asistió en cirugías y ayudó a fundar hospitales de campaña, trabajo por el cual el rey Jorge V del Reino Unido le concedió la Real Cruz Roja en 1913. Durante la Primera Guerra Mundial, su cuñado, el rey Constantino I de Grecia, optó por mantener una política de neutralidad, a pesar de que el gobierno democráticamente electo de Venizelos apoyaba a los aliados. Alicia y sus hijos fueron obligados a refugiarse en los sótanos del palacio el 1 de diciembre de 1916, durante el bombardeo francés de Atenas. Hacia junio de 1917, la política de neutralidad adoptada por Constantino I se volvió insostenible, por lo que Alicia y otros miembros de la familia real griega fueron forzados al exilio cuando su cuñado abdicó. Durante los siguientes años, la mayor parte de la familia real griega viviría en Suiza.
La guerra terminó eficazmente con gran parte del poder político de las dinastías de Europa. La carrera naval de su padre, Luis de Battenberg, se había derrumbado al principio de la guerra debido al sentimiento antialemán en Gran Bretaña. A petición del rey Jorge V, el 14 de julio de 1917, Luis renunció a su título de príncipe de Battenberg en el Gran Ducado de Hesse y al tratamiento de Alteza Serenísima, cambiando además su apellido por la forma inglesa Mountbatten. Al día siguiente, el rey lo nombró marqués de Milford Haven, título de nobleza del Reino Unido. El siguiente año, dos de sus tías, la zarina Alejandra de Rusia y la gran duquesa Isabel Fiódorovna, fueron asesinadas por los bolcheviques durante la Revolución Rusa. Al final de la guerra habían caído los imperios ruso, alemán y austrohúngaro; además, el tío de Alicia, el gran duque Ernesto Luis de Hesse, fue depuesto.
Con la restauración del rey Constantino en 1920, la familia volvió brevemente a Grecia y tomaron residencia en Mon Repos, propiedad ubicada en la isla de Corfú. Sin embargo, después de la derrota del ejército helénico en la Guerra Greco-Turca, un comité revolucionario bajo el mando de los coroneles Nikolaos Plastiras y Stylianos Gonatas tomaron el poder y forzaron al rey Constantino a marchar otra vez al exilio. El príncipe Andrés, que había servido como comandante del Segundo Cuerpo del ejército durante la guerra, fue detenido. Varios antiguos ministros y generales detenidos al mismo tiempo fueron asesinados, por lo que los diplomáticos británicos asumieron que el príncipe también estaba en peligro mortal. Después de un juicio manipulado, Andrés fue condenado al destierro y la pareja junto con sus hijos abandonó Grecia a bordo de un crucero británico, el HMS Calypso, bajo la protección del agregado naval, el comandante Gerald Talbot.

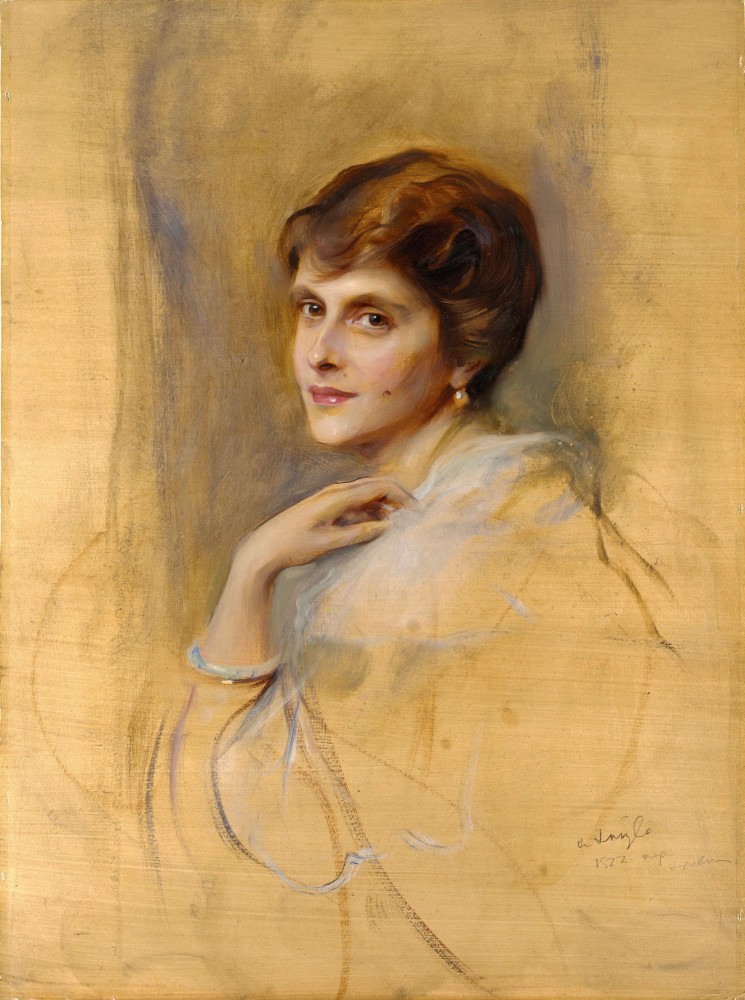
Retratada por Philip de László, 1922 (Colección privada de Felipe de Edimburgo).

La familia se instaló en una pequeña casa ubicada en Saint-Cloud, en los suburbios de París, que les fue prestada por la princesa María Bonaparte —esposa de Jorge, el hermano de Andrés—, donde Alicia se dedicó a prestar ayuda en una tienda de caridad para refugiados griegos. Se volvió profundamente religiosa y decidió ingresar en la Iglesia ortodoxa griega el 20 de octubre de 1928. Ese invierno tradujo al inglés la defensa de su marido en relación con sus acciones durante la Guerra Greco-Turca. Poco después comenzó a declarar que recibía mensajes divinos y que tenía poderes curativos. En 1930, tras sufrir una severa depresión, le fue diagnosticada esquizofrenia paranoide en el sanatorio del doctor Ernst Simmel en Tegel, en Berlín. Fue forzada a separarse de su familia e internada en el sanatorio del doctor Ludwig Binswanger en Kreuzlingen, en Suiza. Esta era una institución famosa y respetada, que contaba con algunos pacientes célebres, que incluían a Vaslav Nijinsky, el bailarín de ballet clásico y coreógrafo, que estuvo internado allí al mismo tiempo que Alicia.

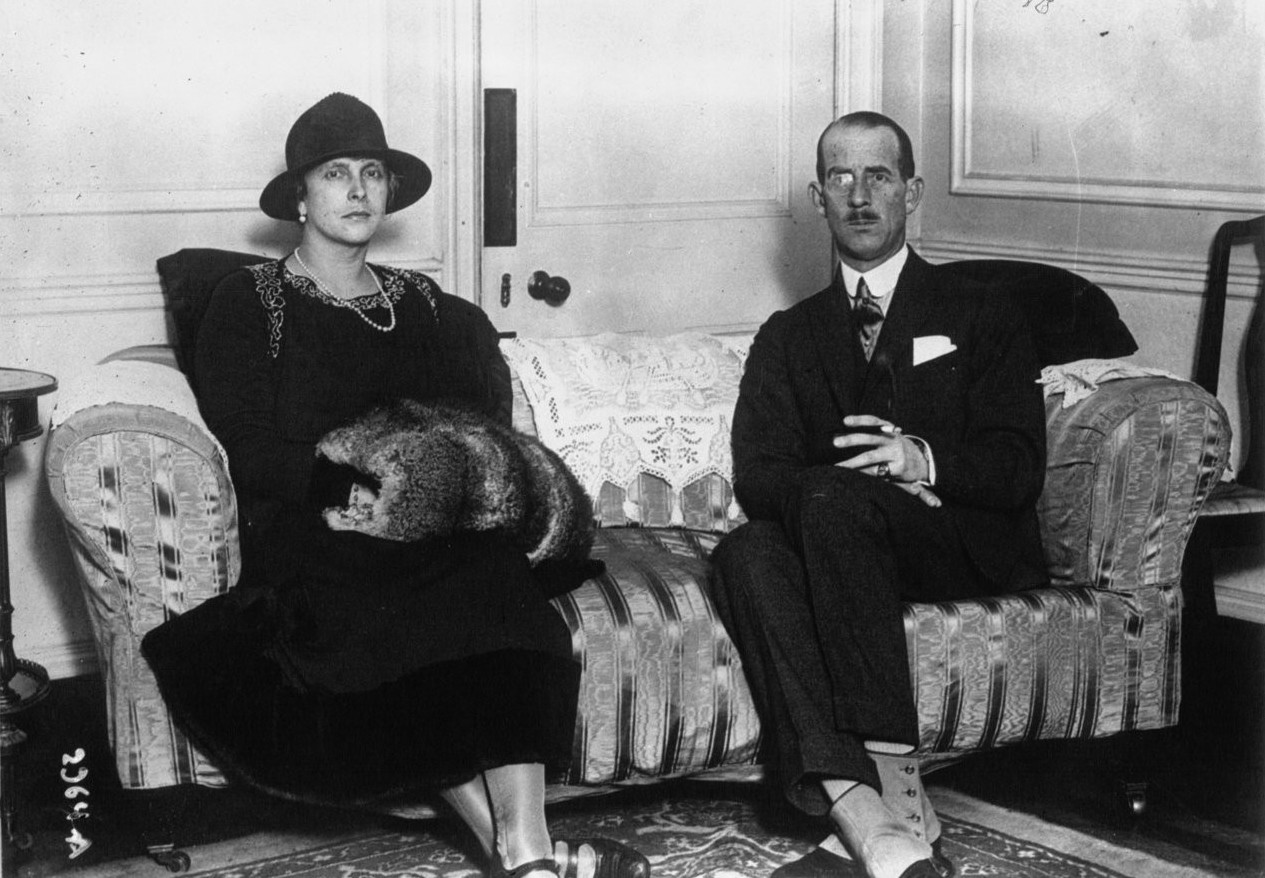
Alicia y Andrés fotografiados en su apartamento de Londres, en 1922.

Durante su larga convalecencia sufrió el distanciamiento de su marido, todas sus hijas se casaron con príncipes alemanes entre 1930 y 1931 —ella no asistió a ninguna de las bodas— y el príncipe Felipe se fue a Inglaterra a quedarse con sus tíos Luis y Jorge, y con su abuela, la marquesa viuda de Milford Haven. Alicia permaneció en Kreuzlingen durante dos años, pero después de una breve estancia en una clínica de Merano fue dada de alta y comenzó una existencia itinerante de incógnito por Europa Central. Mantuvo el contacto con su madre, pero rompió lazos con el resto de su familia hasta finales de 1936. En 1937, su hija Cecilia, su yerno y dos de sus nietos murieron en un accidente de aviación en Ostende; Andrés y Alicia se encontraron durante el entierro por primera vez después de seis años —también asistieron el príncipe Felipe, Lord Luis Mountbatten y Hermann Göring—. De allí en adelante permaneció en contacto con su familia, regresó sola a Atenas para trabajar por los pobres en 1938 y vivió en un apartamento de dos habitaciones cerca del Museo Benaki. Intentó reasumir la responsabilidad materna con su hijo adolescente recibiéndolo cordialmente cuando visitó Atenas y trató de explicarle a su hermano porqué creía que Felipe debía repatriarse a Grecia, ignorante al parecer del hecho de que Luis había presentado a Felipe a la familia real y le dirigía hacia un futuro en el servicio británico.

### Segunda Guerra Mundial
Durante la Segunda Guerra Mundial, Alicia estuvo en la difícil situación de tener yernos que luchaban del lado alemán y un hijo que servía en la Marina Real Británica. Su primo, el príncipe Víctor de Erbach-Schönberg, era el embajador alemán en Grecia hasta la ocupación de Atenas por las fuerzas de las Potencias del Eje en abril de 1941. La mayor parte del tiempo que duró la guerra, Alicia vivió en Atenas con la gran duquesa Elena Vladímirovna Románova —viuda de su cuñado Nicolás y madre de la princesa Marina, Duquesa de Kent—, mientras la mayoría de los miembros de la familia real griega permanecieron exiliados en Sudáfrica. Más adelante se mudó de su pequeño apartamento a una casa de tres pisos en el centro de la ciudad que pertenecía a su cuñado Jorge. Trabajó para la organización Cruz Roja ayudando a establecer comedores para la población privada de alimentos y viajó a Suecia para conseguir medicamentos, con el pretexto de visitar a su hermana Luisa, que estaba casada con el príncipe heredero. También organizó dos refugios para niños huérfanos y de la calle, y un circuito de enfermeras para los vecindarios pobres.
Las fuerzas de ocupación al parecer suponían que Alicia estaba a favor de Alemania, porque uno de sus yernos, Cristóbal de Hesse, era miembro del Partido Nacionalsocialista Obrero Alemán (NSDAP) y el Waffen-SS; y el otro, Bertoldo de Baden, había sido dado de baja del ejército alemán en 1940, después de recibir una herida en Francia. Sin embargo, cuando fue visitada por un general alemán que le preguntó, «¿Hay alguna cosa que pueda hacer por usted?», —ella le contestó—, «Puede tomar sus tropas y llevárselas fuera de mi país».
Después de la caída del dictador italiano Benito Mussolini en septiembre de 1943, el ejército alemán ocupó Atenas, donde una minoría de judíos griegos había buscado refugio. La mayoría —aproximadamente 60 000 de una población total de 75 000— fue deportada a campos de concentración nazis, donde todos, excepto 2000, murieron. Durante este período, Alicia ocultó a la viuda judía Rachel Cohen y a dos de sus cinco hijos que buscaban evadir a la Gestapo y la deportación a los campos de exterminio. El marido de Rachel, Haimaki Cohen, había prestado ayuda al rey Jorge I de Grecia en 1913. A cambio, el rey le había ofrecido cualquier servicio que le pudiera prestar en caso de necesitarlo Cohen alguna vez. El hijo de Cohen recordó esto durante la amenaza nazi y apeló a la princesa Alicia, que junto con su cuñada Elena, era uno de los dos miembros de la familia real griega que quedaban en Grecia. Ella honró la promesa y salvó a la familia Cohen.
Cuando Atenas fue liberada en octubre de 1944, Harold Macmillan visitó a Alicia y la describió como: «viviendo humildemente, por no decir en condiciones miserables». En una carta a su hijo, Alicia admitió que la semana previa a la liberación no había tenido ningún alimento, excepto pan y mantequilla, y que no había comido carne durante varios meses. A principios de diciembre la situación en Atenas estaba lejos de mejorar; los guerrilleros comunistas (ELAS) luchaban contra los británicos por el control de la capital. Alicia fue informada que su marido había muerto, justo cuando crecían las esperanzas de que pudieran reunirse después de la guerra —no se habían visto desde 1939—. Durante la lucha y para consternación de los británicos, insistió en deambular por las calles para distribuir raciones de alimentos a policías y niños, desobedeciendo la orden de toque de queda. Cuando se le dijo que podía haber sido el blanco de una bala perdida, contestó: «Me han dicho que uno no oye el tiro que le mata y en cualquier caso soy sorda. Entonces, ¿por qué preocuparse por eso?».

### Viudez
Alicia volvió a Inglaterra en abril de 1947, para asistir en noviembre a la boda de su único hijo varón, el ahora teniente Felipe Mountbatten, con la princesa Isabel, hija mayor y heredera del rey Jorge VI. Todavía conservaba algunas de sus joyas, que fueron utilizadas para fabricar el anillo de compromiso de la princesa. Durante la ceremonia de bodas se sentó a la cabeza de su familia en el lado norte de la Abadía de Westminster, frente al rey, la reina Isabel y la reina María. Se decidió no invitar a las hermanas del príncipe Felipe a la boda, debido al sentimiento antialemán que prevalecía en el Reino Unido después de la Segunda Guerra Mundial.
En enero de 1949, fundó una orden de enfermería de religiosas ortodoxas griegas, la Christian Sisterhood of Martha and Mary, que seguía el modelo del convento que su tía, la mártir Isabel Fiódorovna, había fundado en Rusia en 1909. Se capacitó en la isla griega de Tinos, estableció una casa para la orden en una aldea al norte de Atenas y emprendió dos viajes a los Estados Unidos en 1950 y 1952, en un esfuerzo para recolectar fondos. Su madre estaba confundida con sus actividades. «¿Qué se puede decir de una monja que fuma y juega a la canasta?», diría más adelante. Después de que su nuera heredara el trono, Alicia asistió a la coronación de la reina Isabel II en junio de 1953, llevando una vestimenta al estilo de su hábito, un conservador vestido largo en dos tonos de gris y un tocado suelto parecido al de una monja. Sin embargo, la orden finalmente fracasó al carecer de aspirantes adecuadas.
En 1960, visitó la India por invitación de Rajkumari Amrit Kaur, que estaba impresionado por su interés en el pensamiento religioso hindú y por su búsqueda espiritual. El viaje tuvo que ser interrumpido cuando repentinamente Alicia se sintió mal. Su cuñada, Edwina Mountbatten, que se encontraba de paso por Delhi en su propio viaje, tuvo que suavizar la situación con los anfitriones, que estaban desconcertados con el repentino cambio de planes de Alicia. Más tarde declaró haber tenido una experiencia extracorporal. Edwina continuó su viaje y murió el siguiente mes.

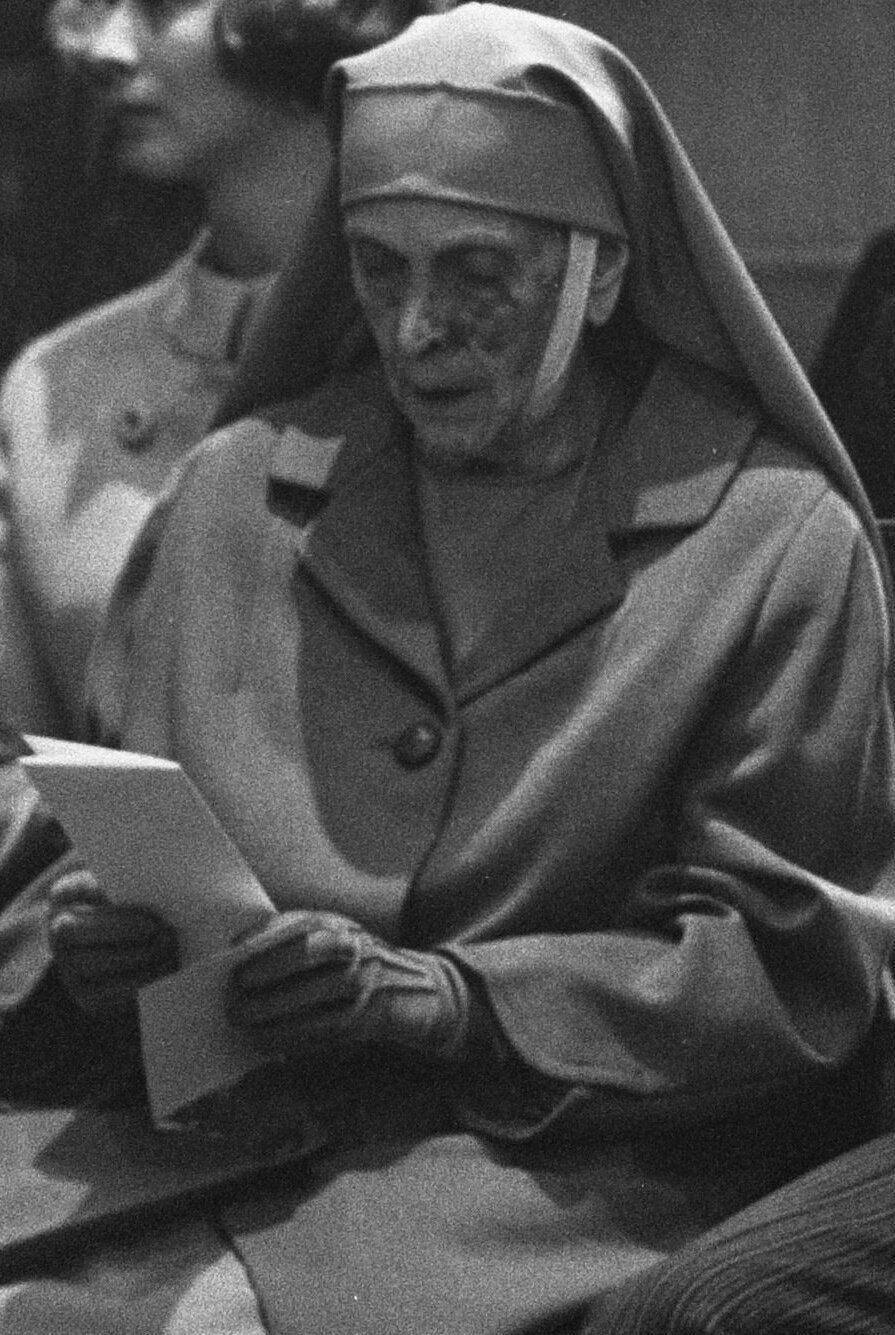
Alicia con vestimenta de monja (1966).

Cada vez más sorda y con la salud quebrantada por fumar incesantemente, dejó Grecia por última vez después del golpe de Estado de los Coroneles, el 21 de abril de 1967. La reina Isabel II y el duque de Edimburgo la invitaron a residir permanentemente en Gran Bretaña, en el Palacio de Buckingham. El rey Constantino II de Grecia y la reina Ana María se fueron al exilio ese diciembre, después de un fracasado contragolpe monarquista.

### Fallecimiento y entierro

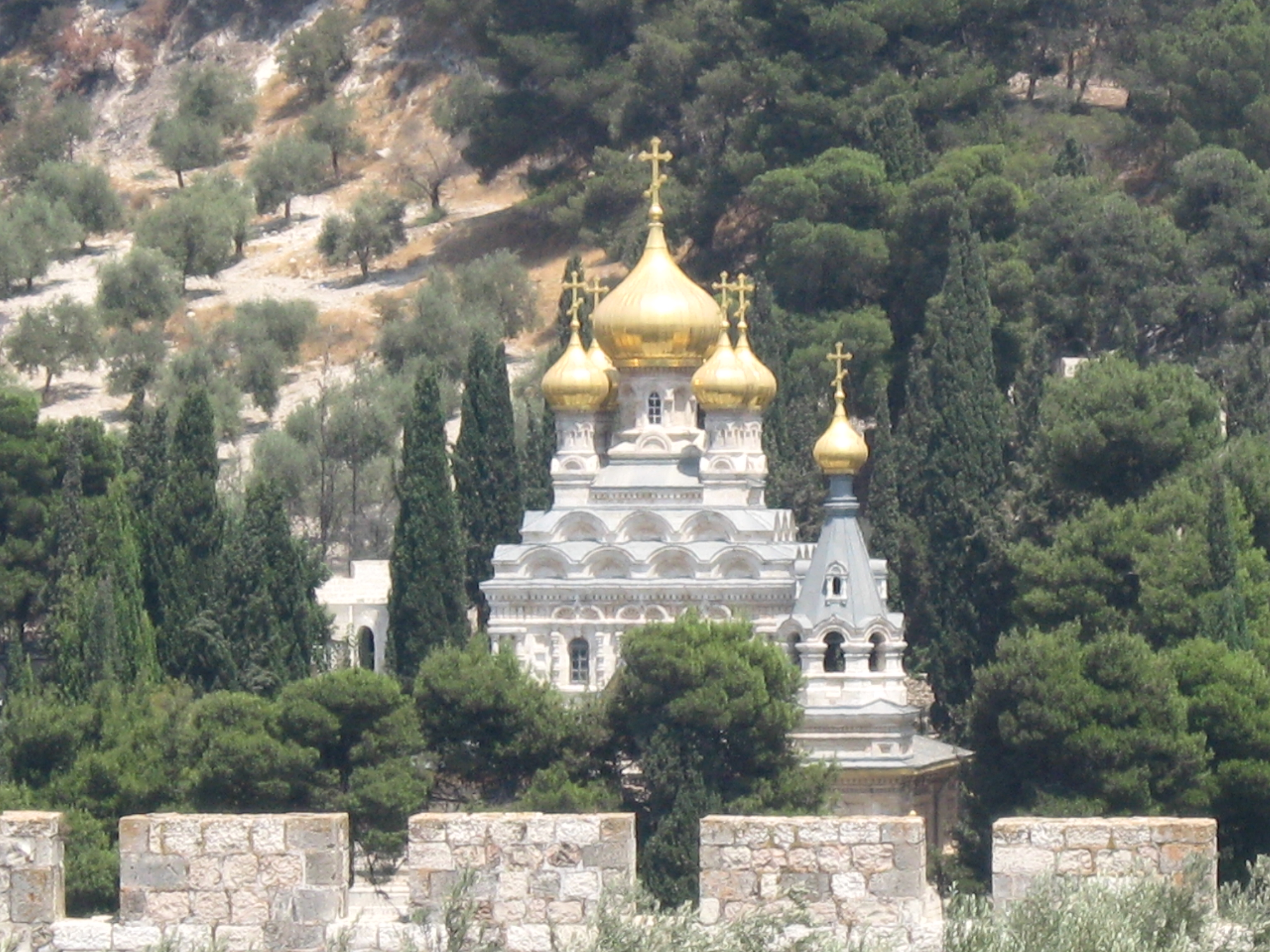
Convento de Santa María Magdalena en Jerusalén, donde Alicia fue sepultada finalmente el 3 de agosto de 1988.

A pesar de las insinuaciones de senilidad al final de su vida, Alicia permaneció lúcida, pero físicamente frágil. Murió en el Palacio de Buckingham el 5 de diciembre de 1969, sin dejar ningún bien, pues había regalado todas sus pertenencias. Inicialmente sus restos fueron depositados en la Cripta Real de la Capilla de St. George en el Castillo de Windsor, pero antes de morir había expresado su deseo de ser enterrada en el Convento de Santa María Magdalena en Getsemaní, en el Monte de los Olivos de Jerusalén —cerca de su tía Isabel Fiódorovna, una santa de la iglesia ortodoxa rusa—. Cuando su hija Sofía se quejó de que se encontraría demasiado lejos para poder visitar su tumba, Alicia bromeó: «¡Tonterías, hay un excelente servicio de autobuses!». Su deseo fue realizado finalmente el 3 de agosto de 1988, cuando sus restos fueron trasladados al lugar de su descanso final, una cripta situada debajo de la iglesia.
El 31 de octubre de 1994, los dos hijos sobrevivientes de la princesa Alicia, el duque de Edimburgo y la princesa Sofía de Hannover, fueron a Yad Vashem —Memorial del Holocausto— en Jerusalén, para ser testigos de una ceremonia donde se la honró como «Justa entre las Naciones» —máxima distinción del estado de Israel para personas no judías—, por haber ocultado a los Cohen en su casa de Atenas durante la Segunda Guerra Mundial. El príncipe Felipe afirmó acerca de la protección de su madre de judíos perseguidos: «Sospecho que nunca se le ocurrió que su acción fuera de algún modo especial. Era una persona con una profunda fe religiosa y lo habría considerado una reacción natural humana hacia el prójimo en un momento de aflicción».

## Reconocimiento
- En 1993, la princesa fue nombrada póstumamente Justa entre las Naciones por el gobierno israelí.
- En 2010, la princesa fue nombrada póstumamente Heroína del Holocausto por el gobierno británico.

## Ancestros
| \| \| \| \| \| \| \| \| \| \| \| \| \| \| \| \| \| \| \| \| 16. Luis I de Hesse-Darmstadt \| \| \| \| \| \| \| \| \| \| \| \| \| \| \| \| \| \| \| \| \| \| \| \| \| \| \| \| \| \| \| \| \| \| \| \| \| \| \| \| \| \| \| \| \| \| \| \| \| \| \| \| \| \| 8. Luis II de Hesse-Darmstadt (Oficialmente) \| \| \| \| \| \| \| \| \| \| \| \| \| \| \| \| \| \| \| \| \| \| \| \| \| \| \| \| \| \| \| \| \| \| \| \| \| \| \| \| \| \| \| \| \| \| \| \| \| \| \| \| \| \| 17. Luisa de Hesse-Darmstadt \| \| \| \| \| \| \| \| \| \| \| \| \| \| \| \| \| \| \| \| \| \| \| \| \| \| \| \| \| \| \| \| \| \| \| \| \| \| \| \| \| \| \| \| \| \| \| \| \| \| \| \| \| \| 4. Alejandro de Hesse-Darmstadt \| \| \| \| \| \| \| \| \| \| \| \| \| \| \| \| \| \| \| \| \| \| \| \| \| \| \| \| \| \| \| \| \| \| \| \| \| \| \| \| \| \| \| \| \| \| \| \| \| \| \| \| \| \| 18. Carlos Luis de Baden \| \| \| \| \| \| \| \| \| \| \| \| \| \| \| \| \| \| \| \| \| \| \| \| \| \| \| \| \| \| \| \| \| \| \| \| \| \| \| \| \| \| \| \| \| \| \| \| \| \| \| \| \| \| 9. Guillermina de Baden \| \| \| \| \| \| \| \| \| \| \| \| \| \| \| \| \| \| \| \| \| \| \| \| \| \| \| \| \| \| \| \| \| \| \| \| \| \| \| \| \| \| \| \| \| \| \| \| \| \| \| \| \| \| 19. Amalia de Hesse-Darmstadt \| \| \| \| \| \| \| \| \| \| \| \| \| \| \| \| \| \| \| \| \| \| \| \| \| \| \| \| \| \| \| \| \| \| \| \| \| \| \| \| \| \| \| \| \| \| \| \| \| \| \| \| \| \| 2. Luis de Battenberg \| \| \| \| \| \| \| \| \| \| \| \| \| \| \| \| \| \| \| \| \| \| \| \| \| \| \| \| \| \| \| \| \| \| \| \| \| \| \| \| \| \| \| \| \| \| \| \| \| \| \| \| \| \| 20. Friedrich Karl Emmanuel Hauke \| \| \| \| \| \| \| \| \| \| \| \| \| \| \| \| \| \| \| \| \| \| \| \| \| \| \| \| \| \| \| \| \| \| \| \| \| \| \| \| \| \| \| \| \| \| \| \| \| \| \| \| \| \| 10. Hans Moritz von Hauke \| \| \| \| \| \| \| \| \| \| \| \| \| \| \| \| \| \| \| \| \| \| \| \| \| \| \| \| \| \| \| \| \| \| \| \| \| \| \| \| \| \| \| \| \| \| \| \| \| \| \| \| \| \| 21. María Salomé Schweppenhäuser \| \| \| \| \| \| \| \| \| \| \| \| \| \| \| \| \| \| \| \| \| \| \| \| \| \| \| \| \| \| \| \| \| \| \| \| \| \| \| \| \| \| \| \| \| \| \| \| \| \| \| \| \| \| 5. Julia de Hauke \| \| \| \| \| \| \| \| \| \| \| \| \| \| \| \| \| \| \| \| \| \| \| \| \| \| \| \| \| \| \| \| \| \| \| \| \| \| \| \| \| \| \| \| \| \| \| \| \| \| \| \| \| \| 22. Franz Leopold Lafontaine \| \| \| \| \| \| \| \| \| \| \| \| \| \| \| \| \| \| \| \| \| \| \| \| \| \| \| \| \| \| \| \| \| \| \| \| \| \| \| \| \| \| \| \| \| \| \| \| \| \| \| \| \| \| 11. Sophie Lafontaine \| \| \| \| \| \| \| \| \| \| \| \| \| \| \| \| \| \| \| \| \| \| \| \| \| \| \| \| \| \| \| \| \| \| \| \| \| \| \| \| \| \| \| \| \| \| \| \| \| \| \| \| \| \| 23. Maria Theresia Kornély \| \| \| \| \| \| \| \| \| \| \| \| \| \| \| \| \| \| \| \| \| \| \| \| \| \| \| \| \| \| \| \| \| \| \| \| \| \| \| \| \| \| \| \| \| \| \| \| \| \| \| \| \| \| 1. Alicia de Battenberg \| \| \| \| \| \| \| \| \| \| \| \| \| \| \| \| \| \| \| \| \| \| \| \| \| \| \| \| \| \| \| \| \| \| \| \| \| \| \| \| \| \| \| \| \| \| \| \| \| \| \| \| \| \| 24. Luis II de Hesse-Darmstadt \| \| \| \| \| \| \| \| \| \| \| \| \| \| \| \| \| \| \| \| \| \| \| \| \| \| \| \| \| \| \| \| \| \| \| \| \| \| \| \| \| \| \| \| \| \| \| \| \| \| \| \| \| \| 12. Carlos de Hesse-Darmstadt \| \| \| \| \| \| \| \| \| \| \| \| \| \| \| \| \| \| \| \| \| \| \| \| \| \| \| \| \| \| \| \| \| \| \| \| \| \| \| \| \| \| \| \| \| \| \| \| \| \| \| \| \| \| 25. Guillermina de Baden (= 9) \| \| \| \| \| \| \| \| \| \| \| \| \| \| \| \| \| \| \| \| \| \| \| \| \| \| \| \| \| \| \| \| \| \| \| \| \| \| \| \| \| \| \| \| \| \| \| \| \| \| \| \| \| \| 6. Luis IV de Hesse-Darmstadt \| \| \| \| \| \| \| \| \| \| \| \| \| \| \| \| \| \| \| \| \| \| \| \| \| \| \| \| \| \| \| \| \| \| \| \| \| \| \| \| \| \| \| \| \| \| \| \| \| \| \| \| \| \| 26. Guillermo de Prusia \| \| \| \| \| \| \| \| \| \| \| \| \| \| \| \| \| \| \| \| \| \| \| \| \| \| \| \| \| \| \| \| \| \| \| \| \| \| \| \| \| \| \| \| \| \| \| \| \| \| \| \| \| \| 13. Isabel de Prusia \| \| \| \| \| \| \| \| \| \| \| \| \| \| \| \| \| \| \| \| \| \| \| \| \| \| \| \| \| \| \| \| \| \| \| \| \| \| \| \| \| \| \| \| \| \| \| \| \| \| \| \| \| \| 27. María Ana de Hesse-Homburg \| \| \| \| \| \| \| \| \| \| \| \| \| \| \| \| \| \| \| \| \| \| \| \| \| \| \| \| \| \| \| \| \| \| \| \| \| \| \| \| \| \| \| \| \| \| \| \| \| \| \| \| \| \| 3. Victoria de Hesse-Darmstadt \| \| \| \| \| \| \| \| \| \| \| \| \| \| \| \| \| \| \| \| \| \| \| \| \| \| \| \| \| \| \| \| \| \| \| \| \| \| \| \| \| \| \| \| \| \| \| \| \| \| \| \| \| \| 28. Ernesto I de Sajonia-Coburgo-Gotha \| \| \| \| \| \| \| \| \| \| \| \| \| \| \| \| \| \| \| \| \| \| \| \| \| \| \| \| \| \| \| \| \| \| \| \| \| \| \| \| \| \| \| \| \| \| \| \| \| \| \| \| \| \| 14. Alberto de Sajonia-Coburgo-Gotha \| \| \| \| \| \| \| \| \| \| \| \| \| \| \| \| \| \| \| \| \| \| \| \| \| \| \| \| \| \| \| \| \| \| \| \| \| \| \| \| \| \| \| \| \| \| \| \| \| \| \| \| \| \| 29. Luisa de Sajonia-Gotha-Altemburgo \| \| \| \| \| \| \| \| \| \| \| \| \| \| \| \| \| \| \| \| \| \| \| \| \| \| \| \| \| \| \| \| \| \| \| \| \| \| \| \| \| \| \| \| \| \| \| \| \| \| \| \| \| \| 7. Alicia del Reino Unido \| \| \| \| \| \| \| \| \| \| \| \| \| \| \| \| \| \| \| \| \| \| \| \| \| \| \| \| \| \| \| \| \| \| \| \| \| \| \| \| \| \| \| \| \| \| \| \| \| \| \| \| \| \| 30. Eduardo de Kent y Strathearn \| \| \| \| \| \| \| \| \| \| \| \| \| \| \| \| \| \| \| \| \| \| \| \| \| \| \| \| \| \| \| \| \| \| \| \| \| \| \| \| \| \| \| \| \| \| \| \| \| \| \| \| \| \| 15. Victoria del Reino Unido \| \| \| \| \| \| \| \| \| \| \| \| \| \| \| \| \| \| \| \| \| \| \| \| \| \| \| \| \| \| \| \| \| \| \| \| \| \| \| \| \| \| \| \| \| \| \| \| \| \| \| \| \| \| 31. Victoria de Sajonia-Coburgo-Saalfeld \| \| \| \| \| \| \| \| \| \| \| \| \| \| \| \| \| \| \| \| \| \| \| \| \| \| \| \| \| \| \| \| \| \| \| \| \| \| \| \| \| \| \| \| \| \| \| \| \| \| \| \| |                                              |  |  |  |  |  |  |  |  |  |  |  |  |  |  |  |
| |                                              |  |  |  |  |  |  |  |  |  |  |  |  |  |  |  |
| | 16. Luis I de Hesse-Darmstadt                |  |  |  |  |  |  |  |  |  |  |  |  |  |  |  |
| |                                              |  |  |  |  |  |  |  |  |  |  |  |  |  |  |  |
| |                                              |  |  |  |  |  |  |  |  |  |  |  |  |  |  |  |
| | 8. Luis II de Hesse-Darmstadt (Oficialmente) |  |  |  |  |  |  |  |  |  |  |  |  |  |  |  |
| |                                              |  |  |  |  |  |  |  |  |  |  |  |  |  |  |  |
| |                                              |  |  |  |  |  |  |  |  |  |  |  |  |  |  |  |
| | 17. Luisa de Hesse-Darmstadt                 |  |  |  |  |  |  |  |  |  |  |  |  |  |  |  |
| |                                              |  |  |  |  |  |  |  |  |  |  |  |  |  |  |  |
| |                                              |  |  |  |  |  |  |  |  |  |  |  |  |  |  |  |
| | 4. Alejandro de Hesse-Darmstadt              |  |  |  |  |  |  |  |  |  |  |  |  |  |  |  |
| |                                              |  |  |  |  |  |  |  |  |  |  |  |  |  |  |  |
| |                                              |  |  |  |  |  |  |  |  |  |  |  |  |  |  |  |
| | 18. Carlos Luis de Baden                     |  |  |  |  |  |  |  |  |  |  |  |  |  |  |  |
| |                                              |  |  |  |  |  |  |  |  |  |  |  |  |  |  |  |
| |                                              |  |  |  |  |  |  |  |  |  |  |  |  |  |  |  |
| | 9. Guillermina de Baden                      |  |  |  |  |  |  |  |  |  |  |  |  |  |  |  |
| |                                              |  |  |  |  |  |  |  |  |  |  |  |  |  |  |  |
| |                                              |  |  |  |  |  |  |  |  |  |  |  |  |  |  |  |
| | 19. Amalia de Hesse-Darmstadt                |  |  |  |  |  |  |  |  |  |  |  |  |  |  |  |
| |                                              |  |  |  |  |  |  |  |  |  |  |  |  |  |  |  |
| |                                              |  |  |  |  |  |  |  |  |  |  |  |  |  |  |  |
| | 2. Luis de Battenberg                        |  |  |  |  |  |  |  |  |  |  |  |  |  |  |  |
| |                                              |  |  |  |  |  |  |  |  |  |  |  |  |  |  |  |
| |                                              |  |  |  |  |  |  |  |  |  |  |  |  |  |  |  |
| | 20. Friedrich Karl Emmanuel Hauke            |  |  |  |  |  |  |  |  |  |  |  |  |  |  |  |
| |                                              |  |  |  |  |  |  |  |  |  |  |  |  |  |  |  |
| |                                              |  |  |  |  |  |  |  |  |  |  |  |  |  |  |  |
| | 10. Hans Moritz von Hauke                    |  |  |  |  |  |  |  |  |  |  |  |  |  |  |  |
| |                                              |  |  |  |  |  |  |  |  |  |  |  |  |  |  |  |
| |                                              |  |  |  |  |  |  |  |  |  |  |  |  |  |  |  |
| | 21. María Salomé Schweppenhäuser             |  |  |  |  |  |  |  |  |  |  |  |  |  |  |  |
| |                                              |  |  |  |  |  |  |  |  |  |  |  |  |  |  |  |
| |                                              |  |  |  |  |  |  |  |  |  |  |  |  |  |  |  |
| | 5. Julia de Hauke                            |  |  |  |  |  |  |  |  |  |  |  |  |  |  |  |
| |                                              |  |  |  |  |  |  |  |  |  |  |  |  |  |  |  |
| |                                              |  |  |  |  |  |  |  |  |  |  |  |  |  |  |  |
| | 22. Franz Leopold Lafontaine                 |  |  |  |  |  |  |  |  |  |  |  |  |  |  |  |
| |                                              |  |  |  |  |  |  |  |  |  |  |  |  |  |  |  |
| |                                              |  |  |  |  |  |  |  |  |  |  |  |  |  |  |  |
| | 11. Sophie Lafontaine                        |  |  |  |  |  |  |  |  |  |  |  |  |  |  |  |
| |                                              |  |  |  |  |  |  |  |  |  |  |  |  |  |  |  |
| |                                              |  |  |  |  |  |  |  |  |  |  |  |  |  |  |  |
| | 23. Maria Theresia Kornély                   |  |  |  |  |  |  |  |  |  |  |  |  |  |  |  |
| |                                              |  |  |  |  |  |  |  |  |  |  |  |  |  |  |  |
| |                                              |  |  |  |  |  |  |  |  |  |  |  |  |  |  |  |
| | 1. Alicia de Battenberg                      |  |  |  |  |  |  |  |  |  |  |  |  |  |  |  |
| |                                              |  |  |  |  |  |  |  |  |  |  |  |  |  |  |  |
| |                                              |  |  |  |  |  |  |  |  |  |  |  |  |  |  |  |
| | 24. Luis II de Hesse-Darmstadt               |  |  |  |  |  |  |  |  |  |  |  |  |  |  |  |
| |                                              |  |  |  |  |  |  |  |  |  |  |  |  |  |  |  |
| |                                              |  |  |  |  |  |  |  |  |  |  |  |  |  |  |  |
| | 12. Carlos de Hesse-Darmstadt                |  |  |  |  |  |  |  |  |  |  |  |  |  |  |  |
| |                                              |  |  |  |  |  |  |  |  |  |  |  |  |  |  |  |
| |                                              |  |  |  |  |  |  |  |  |  |  |  |  |  |  |  |
| | 25. Guillermina de Baden (= 9)               |  |  |  |  |  |  |  |  |  |  |  |  |  |  |  |
| |                                              |  |  |  |  |  |  |  |  |  |  |  |  |  |  |  |
| |                                              |  |  |  |  |  |  |  |  |  |  |  |  |  |  |  |
| | 6. Luis IV de Hesse-Darmstadt                |  |  |  |  |  |  |  |  |  |  |  |  |  |  |  |
| |                                              |  |  |  |  |  |  |  |  |  |  |  |  |  |  |  |
| |                                              |  |  |  |  |  |  |  |  |  |  |  |  |  |  |  |
| | 26. Guillermo de Prusia                      |  |  |  |  |  |  |  |  |  |  |  |  |  |  |  |
| |                                              |  |  |  |  |  |  |  |  |  |  |  |  |  |  |  |
| |                                              |  |  |  |  |  |  |  |  |  |  |  |  |  |  |  |
| | 13. Isabel de Prusia                         |  |  |  |  |  |  |  |  |  |  |  |  |  |  |  |
| |                                              |  |  |  |  |  |  |  |  |  |  |  |  |  |  |  |
| |                                              |  |  |  |  |  |  |  |  |  |  |  |  |  |  |  |
| | 27. María Ana de Hesse-Homburg               |  |  |  |  |  |  |  |  |  |  |  |  |  |  |  |
| |                                              |  |  |  |  |  |  |  |  |  |  |  |  |  |  |  |
| |                                              |  |  |  |  |  |  |  |  |  |  |  |  |  |  |  |
| | 3. Victoria de Hesse-Darmstadt               |  |  |  |  |  |  |  |  |  |  |  |  |  |  |  |
| |                                              |  |  |  |  |  |  |  |  |  |  |  |  |  |  |  |
| |                                              |  |  |  |  |  |  |  |  |  |  |  |  |  |  |  |
| | 28. Ernesto I de Sajonia-Coburgo-Gotha       |  |  |  |  |  |  |  |  |  |  |  |  |  |  |  |
| |                                              |  |  |  |  |  |  |  |  |  |  |  |  |  |  |  |
| |                                              |  |  |  |  |  |  |  |  |  |  |  |  |  |  |  |
| | 14. Alberto de Sajonia-Coburgo-Gotha         |  |  |  |  |  |  |  |  |  |  |  |  |  |  |  |
| |                                              |  |  |  |  |  |  |  |  |  |  |  |  |  |  |  |
| |                                              |  |  |  |  |  |  |  |  |  |  |  |  |  |  |  |
| | 29. Luisa de Sajonia-Gotha-Altemburgo        |  |  |  |  |  |  |  |  |  |  |  |  |  |  |  |
| |                                              |  |  |  |  |  |  |  |  |  |  |  |  |  |  |  |
| |                                              |  |  |  |  |  |  |  |  |  |  |  |  |  |  |  |
| | 7. Alicia del Reino Unido                    |  |  |  |  |  |  |  |  |  |  |  |  |  |  |  |
| |                                              |  |  |  |  |  |  |  |  |  |  |  |  |  |  |  |
| |                                              |  |  |  |  |  |  |  |  |  |  |  |  |  |  |  |
| | 30. Eduardo de Kent y Strathearn             |  |  |  |  |  |  |  |  |  |  |  |  |  |  |  |
| |                                              |  |  |  |  |  |  |  |  |  |  |  |  |  |  |  |
| |                                              |  |  |  |  |  |  |  |  |  |  |  |  |  |  |  |
| | 15. Victoria del Reino Unido                 |  |  |  |  |  |  |  |  |  |  |  |  |  |  |  |
| |                                              |  |  |  |  |  |  |  |  |  |  |  |  |  |  |  |
| |                                              |  |  |  |  |  |  |  |  |  |  |  |  |  |  |  |
| | 31. Victoria de Sajonia-Coburgo-Saalfeld     |  |  |  |  |  |  |  |  |  |  |  |  |  |  |  |
| |                                              |  |  |  |  |  |  |  |  |  |  |  |  |  |  |  |
| |                                              |  |  |  |  |  |  |  |  |  |  |  |  |  |  |  |